# Katia Benth
Katia Benth (Cayena, Guayana Francesa, Francia, 16 de noviembre de 1975) es una atleta francesa, especializada en la prueba de 4 × 100 m, en la que llegó a ser subcampeona mundial en 1999.

## Carrera deportiva
En el Mundial de Sevilla 1999 ganó la medalla de plata en el relevo de 4 x 100 metros, con un tiempo de 42.06 segundos que fue récord nacional francés, tras Bahamas y por delante de Jamaica, siendo sus compañeras de equipo: Patricia Girard, Muriel Hurtis y Christine Arron.